# 意思表示
意思表示（いしひょうじ）とは、意思の表示である。意思表示のうち、社会通念上一定の法律効果の発生を意図しているとみられる意思（効果意思）の表示を、法律行為という。
意思表示は法律行為の構成要素となるものである。ただし、法律行為の構成要素のすべてが意思表示というわけではない（質権設定契約での目的物の引渡しなど）。

## 意思表示理論

### 意思表示の形成
伝統的な意思表示理論によれば、意思表示とは動機により嚮導された効果意思がそれを表示しようとする意思（表示意思）に基づく表示行為により表示される過程である、と分析される。このうちのいずれの要素を重視するかは、立場によって異なる。この分析はドイツの法学者であるフリードリヒ・カール・フォン・サヴィニーが提唱した理論に由来するものであるが、このような分析については批判もある。
以下では、まず、伝統的な意思表示理論に立った上で、動機、効果意思、表示意思、表示行為という4つの各過程に沿って述べる。
動機
動機は意思表示を行う者（表意者という）が一定の法律効果を欲するきっかけとなる部分である。表示行為に対応する効果意思・表示意思が存在するが、動機について誤解があり、それにより効果意思が導かれた場合には、動機の錯誤となる。動機の錯誤をいかに扱うかについては学説に対立がある。
効果意思
効果意思とは一定の法律効果の発生を意図しているとみられる意思をいう（ここでいう効果意思は内心的効果意思あるいは真意ともいい、表示行為から推測される表示上の効果意思と区別される）。
表示意思
表示意思とは表示行為を行う意思である。表示意思が意思表示の要素として必要か否かは、議論がある。
表示行為
表示行為は、時系列的には最後になるが、意思の存否や意思表示の有効性・取り消しを思考する順番としては最初に来る。つまり、表示行為がない限りは意思表示は存在し得ないから、表示行為を基準として他の要素との関係を検討することになるのである。

### 意思表示の種類
意思表示は次のように分類される。
- 単独行為
  - 取消し
  - 解除
  - 遺言
- 契約
  - 売買
  - 賃貸借
  - 請負
  - 委任
- 合同行為
  - 社団法人の設立

なお、民法上の意思表示にあたらないものとして意思の通知や観念の通知がある。
- 意思の通知 - 法律効果の発生しない意思の発表
  - 催告
  - 受領の拒絶
- 観念の通知 - 一定の事実の通知
  - 代理権授与の表示
  - 債権譲渡の通知
  - 債務の承認

### 意思主義と表示主義
意思表示の有効性に関する立法上の立場には意思主義と表示主義がある。
意思主義は、表意者の保護を重視する立場で、表示行為に対応した内心的効果意思が存在することが意思表示にとって不可欠で、内心的効果意思を欠く表示行為は無効であるとする立場である。
表示主義は、取引の安全を重視する立場で、表示行為に対応した内心的効果意思がなくとも表示行為から推測される効果意思（表示上の効果意思という）が認められれば意思表示は有効であるとする立場である。
もっとも、表意者を保護するか取引の安全を重視するかは、現実的には問題となる類型に応じて立法的に解決している。

## 日本法における意思表示
- 民法について以下では、条数のみ記載する。

### 意思表示の有効性に関する規定

#### 意思の不存在
表示行為に対応する内心的効果意思が存在しない場合には、意思の不存在（意思の欠缺）と呼ばれる。意思の欠缺した意思表示は、意思主義の立場からすれば、無効となるべきものであり、表示主義の立場からすれば、有効となるべきものである。日本の民法は、折衷的な規定を置いている。
- 心裡留保（単独虚偽表示）の場合
  - 意思表示は、表意者がその真意ではないことを知ってしたときであっても、そのためにその効力を妨げられない（93条本文）。取引の安全を図る必要から、表示主義を採用したものである。ただし、相手方が表意者の真意を知り（悪意）又は知ることができたとき（有過失）は、その意思表示は無効とされる（民法第93条但書）。相手方が悪意又は有過失である場合には、これを保護する必要がないから、意思主義に戻り、意思表示は無効になるとしたものである。
- 虚偽表示（通謀虚偽表示）の場合
  - 相手方と通じてした虚偽の意思表示は、無効とする（民法第94条1項）。虚偽表示であることを知る立場にある相手方を保護する必要がないことから、意思主義の立場を採用したものである。ただし、この意思表示の無効は、善意の第三者に対抗することができない（民法第94条2項）。これは虚偽表示であることを知る立場にない第三者の取引の安全を図り、表示主義を採用したものである。
- 錯誤の場合
  - 表示行為と表示意思ないし内心的効果意思との間に錯誤があり、結果として表示行為に対応する内心的効果意思が存在しない場合が、「表示行為の錯誤」である。これに対し、表示行為に対応する動機が存在しない場合が、「動機の錯誤」である。日本民法が規定する錯誤は原則として表示行為の錯誤を指すと解されているが、判例は一定程度で動機の錯誤に対する適用も認める。
  - 意思表示は、法律行為の要素に錯誤があったときは、無効とする（95条本文）。これは意思主義を採用したものである。ただし、表意者に重大な過失（重過失）があったときは、表意者は、自らその無効を主張することができない（95条但書）。
  - 電子商取引におけるボタンの押し間違いも、表示行為の錯誤であるが、これについては、平成13年12月25日に施行された「電子消費者契約及び電子承諾通知に関する民法の特例に関する法律」により、承諾の意思表示の表示行為の錯誤に重過失があっても、表示行為に対応する内心的効果意思がなかった場合（同法3条1号2号の場合）には、原則（95条本文）どおり無効となる（電子消費者特例法3条本文）。但し、事業者が承諾の意思表示を確認する措置を講じた場合、又は、消費者から事業者に対してそのような措置を講ずる必要はないという意思の表明があった場合には、表意者に重過失があれば表意者から無効を主張することはできない（電子消費者特例法3条但書）。

#### 瑕疵ある意思表示
表示行為に対応する効果意思・表示意思が存在するが、動機について他人の違法行為が介在する（詐欺、強迫）場合には、その意思表示は瑕疵を帯びる。これを「瑕疵ある意思表示」という。
- 詐欺による意思表示の場合
  - 詐欺による意思表示は、原則として取り消すことができる（民法第96条1項）。ただし、詐欺による意思表示の取消しは、善意の第三者に対抗することができない（民法第96条3項）。
- 強迫による意思表示の場合
  - 強迫による意思表示は、取り消すことができる。（民法第96条1項）。なお、強迫による意思表示については96条3項に対応する規定はなく善意の第三者にも対抗しうる。

### 意思表示の効力発生時期

#### 意思表示の効力発生に関する立法主義
- 表白主義
- 発信主義
- 到達主義
- 了知主義

#### 隔地者間の意思表示
- 隔地者に対する意思表示は、その通知が相手方に到達した時からその効力を生ずる（到達主義の原則、97条1項）。
  - 隔地者間の契約の成立時期については特則があり、隔地者間の契約は、承諾の通知を発した時に成立する（発信主義、526条）。
- 隔地者に対する意思表示は、表意者が通知を発した後に死亡し、又は行為能力を喪失したときであっても、そのためにその効力を妨げられない（97条2項）。
  - 契約の申込みについては特則があり、この民法97条2項の規定は、申込者が反対の意思を表示した場合又はその相手方が申込者の死亡若しくは行為能力の喪失の事実を知っていた場合には、適用されない（525条）。

### 意思表示の受領能力
意思表示の相手方がその意思表示を受けた時に未成年者又は成年被後見人であったときは、その意思表示をもってその相手方に対抗することができない（98条の2本文）。これらの者を保護するためである。ただし、その法定代理人がその意思表示を知った後は、この限りでない（98条の2但書）。

### 公示による意思表示
公示による意思表示は、相手方を知ることができない場合あるいは相手方の所在が不明な場合に、民法（98条）や民事訴訟法の規定（民事訴訟法110条以下）に基づいて公示する方法で行う意思表示である。
公示による意思表示は、原則として、裁判所の掲示場に掲示し、かつ、その掲示があったことを官報に少なくとも1回掲載して行うが、裁判所は、相当と認めるときは、官報への掲載に代えて、市役所、区役所、町村役場又はこれらに準ずる施設の掲示場に掲示すべきことを命ずることができる（98条2項）。
公示による意思表示は、最後に官報に掲載した日又はその掲載に代わる掲示を始めた日から2週間を経過した時に、相手方に到達したものとみなされる。ただし、表意者が相手方を知らないこと又はその所在を知らないことについて過失があったときは、到達の効力を生じない（98条3項）。

### 有価証券の振出し
有価証券の振出しにも意思表示の議論と同様の議論がある。約束手形の振出しの場合、受取人となる者が交付契約締結を申し込み、振出人となる者が承諾の意思表示をするが、この承諾の意思表示にあたる行為が約束手形の振出しだとされる。このとき、振出人となる者が手形を作成し記名押印する行為が、承諾の意思表示が効果意思、表示意思の段階に至る。そして、受取人となる者に交付する行為が承諾の意思表示の表示行為に当たるとされる。通説である交付契約説は以上の考え方に基づいて、受取人となる者に対する交付が無ければ、交付契約の不成立により、新たな手形の所持人は手形上の権利を取得しないという。